# Ormes (Eure)
Ormes és un municipi francès situat al departament de l'Eure i a la regió de Normandia. L'any 2007 tenia 444 habitants.

## Demografia

### Població
El 2007 la població de fet d'Ormes era de 444 persones. Hi havia 164 famílies de les quals 40 eren unipersonals (12 homes vivint sols i 28 dones vivint soles), 40 parelles sense fills, 72 parelles amb fills i 12 famílies monoparentals amb fills.
La població ha evolucionat segons el següent gràfic:
Habitants censats

### Habitatges
El 2007 hi havia 182 habitatges, 167 eren l'habitatge principal de la família, 11 eren segones residències i 4 estaven desocupats. 176 eren cases i 1 era un apartament. Dels 167 habitatges principals, 141 estaven ocupats pels seus propietaris, 19 estaven llogats i ocupats pels llogaters i 7 estaven cedits a títol gratuït; 3 tenien una cambra, 10 en tenien dues, 28 en tenien tres, 48 en tenien quatre i 78 en tenien cinc o més. 124 habitatges disposaven pel capbaix d'una plaça de pàrquing. A 65 habitatges hi havia un automòbil i a 87 n'hi havia dos o més.

### Piràmide de població
La piràmide de població per edats i sexe el 2009 era:
| Homes | Edats   | Dones |
| ----- | ------- | ----- |
| 0     | 95 o +  | 0     |
| 0     | 90 a 94 | 4     |
| 4     | 85 a 89 | 0     |
| 0     | 80 a 84 | 0     |
| 4     | 75 a 79 | 8     |
| 0     | 70 a 74 | 16    |
| 8     | 65 a 69 | 4     |
| 4     | 60 a 64 | 12    |
| 8     | 55 a 59 | 0     |
| 12    | 50 a 54 | 12    |
| 20    | 45 a 49 | 24    |
| 12    | 40 a 44 | 12    |
| 20    | 35 a 39 | 12    |
| 24    | 30 a 34 | 20    |
| 8     | 25 a 29 | 12    |
| 4     | 20 a 24 | 12    |
| 20    | 15 a 19 | 4     |
| 24    | 10 a 14 | 8     |
| 8     | 5 a 9   | 20    |
| 16    | 0 a 4   | 4     |

## Economia
El 2007 la població en edat de treballar era de 293 persones, 245 eren actives i 48 eren inactives. De les 245 persones actives 226 estaven ocupades (118 homes i 108 dones) i 19 estaven aturades (11 homes i 8 dones). De les 48 persones inactives 9 estaven jubilades, 27 estaven estudiant i 12 estaven classificades com a «altres inactius».

### Ingressos
El 2009 a Ormes hi havia 166 unitats fiscals que integraven 446 persones, la mediana anual d'ingressos fiscals per persona era de 20.797 €.

### Activitats econòmiques
Dels 11 establiments que hi havia el 2007, 1 era d'una empresa extractiva, 4 d'empreses de construcció, 1 d'una empresa de comerç i reparació d'automòbils, 1 d'una empresa de transport, 2 d'empreses d'informació i comunicació i 2 d'empreses de serveis.
Dels 3 establiments de servei als particulars que hi havia el 2009, 1 era un paleta, 1 fusteria i 1 electricista.
L'any 2000 a Ormes hi havia 16 explotacions agrícoles que ocupaven un total de 736 hectàrees.

## Equipaments sanitaris i escolars
El 2009 hi havia una escola elemental integrada dins d'un grup escolar amb les comunes properes formant una escola dispersa.

## Poblacions més properes
El següent diagrama mostra les poblacions més properes.